# Polysphincta janzeni
Polysphincta janzeni là một loài tò vò trong họ Ichneumonidae.